# Елайс Джеймс Корі
Елайс Джеймс Корі (англ. Elias James Corey; нар. 12 липня 1928 року) — американський хімік-органік. У 1990 році отримав Нобелівську премію з хімії з формулюванням «За розвиток теорії та методології органічного синтезу».

## Біографія
Корі народився в сім'ї ліванських емігрантів в містечку Метьюен, Массачусетс, за 50 км від Бостона. Мати вирішила змінити його ім'я на Елайс на честь батька, який помер, коли хлопчикові було 18 місяців. Під час Великої депресії овдовіла мати, брат, дві сестри, тітка і дядько жили разом в одному будинку. Елайс відвідував католицьку початкову школу і середню школу в містечку Лоренц. Після закінчення школи він вступив до Массачусетського технологічного інституту.

## Родина
Елайс Корі одружений з Клер Корі (до шлюбу Хайем) з 1961 р. У них троє дітей: Девід, Джон і Сьюзен. Всі троє отримали ступінь бакалавра в Гарвардському університеті.

## Книги
- E. J. Corey, X.-M. Cheng The logic of chemical synthesis. — Wiley-Interscience, 1995. — 464 p. — ISBN 0-471-11594-0
- E. J. Corey, L. Kürti, B. Czakó Molecules and Medicine. — Wiley, 2007. — 272 p. — ISBN 0-470-22749-4
- J. J. Li, E. J. Corey Name Reactions of Functional Group Transformations. — Wiley, 2007. — 768 p. — ISBN 978-0-471-74868-7